# Анже Куралт
Анже Куралт (словен. Anže Kuralt; рођен 31. октобра 1991. у Крањуу) професионални је словеначки хокејаш на леду који игра на позицијама левог крила.
Куралт је играчку каријеру започео у омладинском погону екипе Триглава из Крања, а у сениорски тим прешао је у сезони 2008/09, да би се већ наредне сезоне вратио у јуниорски састав, али овај пут аустријског Ред бул Салцбурга (са којим је освојио титулу). Потом се поново враћа у Словенију где наступа за тим Акрони Јесеница у ЕБЕЛ лиги и словеначком првенству (које је и освојио са Јесеничанима у сезони 2010/11). Сезону 2012/13. започео је као играч Триглава, а завршио као члан данског Хернинга. Сезону 2013/14. започео је у дресу француског ХК Дофенс д'Епинала, а од краја фебруара 2014. играч је аустријског ЕБЕЛ лигаша Грац 99ерс-а.
У дресу репрезентације Словеније по два пута је наступао на светским првенствима за играче до 18 и до 20 година. Био је члан националне репрезентације на олимпијском хокејашком турниру 2014. у Сочију где је Словенија освојила 7. место. Међутим није одиграо ни један минут на олимпијском турниру, тако да је деби у сениорској репрезентацији имао на Светском првенству прве дивизије 2014. где је Словенија обезбедила пласман у елитну групу. На том првенству Куралт је имао учинак од 1 гола и 3 асистенције у 5 утакмица.